# Kleine Leute mal ganz groß
Kleine Leute mal ganz groß (Verweistitel Kleine Leute – große Reise sowie Turboscharfe Ferien) ist eine deutsche Filmkomödie von Herbert B. Fredersdorf aus dem Jahr 1958 mit den Hauptdarstellern Bibi Johns, Dieter Eppler, Gustav Knuth, Walter Gross und Inge Egger.

## Handlung
In den 1950er Jahren werden einige Großstadtkinder aus Berlin zu einem Ferienaufenthalt nach Westdeutschland geschickt. Im kleinen Ort Schneckenbach nimmt Krankenschwester Birgit die ihr zugeteilten vier Kinder, den naseweisen Theo, Norbert, der den Spitznamen „Der Professor“ trägt, das liebenswerte kleine Sabinchen und Fabio, der erst vor kurzem seine Eltern verloren hat, in Empfang. Da das Kinderheim, in dem die vier eigentlich die Ferien verbringen sollten, wegen Masern geschlossen worden ist, versucht Birgit die Kinder in privaten Quartieren unterzubringen.
Nach einigen Schwierigkeiten gelingt ihr das auch. Sabinchen kommt zu dem aus Berlin stammenden Kaufmann Friedrich Wilhelm Wurst, der seit kurzem geschieden ist, was er aber geheim hält. Theo verschlägt es zu dem Schornsteinfeger Alois Knopf und dessen Frau Friedl, die die Hoffnung hegt, dass ihr Mann seine Meinung in Bezug auf Kinder ändert, wenn er erst einmal sieht, wie schön das Zusammenleben in einer Familie sein kann. Norbert ist genau richtig bei Ferdinand Sommerrock und seinen Töchtern Susanne und Clarie sowie seinem Sohn, der in der Schule mit dem Lernstoff nachhängt, und nun erfolgreich Nachhilfeunterricht vom „Professor“ bekommt. Fabio, ein sehr trauriges und einsames Kind, kommt zu Frau Schäufele, der Wirtschafterin des Unternehmers Hans von Cleve. Da von Cleve seine Frau und sein Kind durch einen Autounfall verloren hat, soll er dem Hausherrn möglichst nicht begegnen.
Die Kinder schaffen es während ihres Aufenthalts die Herzen ihrer Gastgeber zu erobern. Herr Wurst findet heraus, dass Sabinchen seine uneheliche Tochter ist und tut sich wieder mit deren Mutter Marie zusammen, während Hans von Cleve sich wider Erwarten mit Fabio anfreundet, der ihn sogar dazu bringt, mit allen Kindern eine Autofahrt zu unternehmen. Gemeinsam mit dem Jungen und Schwester Birgit besucht er auch sein Stein-Sägewerk, wo Fabio begeistert ist von den Sprengungen.
Als die Ferien sich dem Ende zuneigen kommt Theo auf die wenig glorreiche Idee, zusammen mit Fabio in eine Höhle im Steinbruch einzusteigen, vor der sich das Schild „Achtung, nicht betreten, Lebensgefahr“ befindet. Norbert und Sabinchen sollen vor der Höhle Wache halten. Als das Seil, das eine Verbindung zu den Kindern in der Höhle und den beiden draußen darstellt, reißt, holt Sabinchen Hilfe, indem sie sich an von Cleve wendet. Da Sprengungen stattgefunden haben, ist der Weg zu den Kindern versperrt. Unter großen Mühen gelingt es den Helfern bis zu den Kindern vorzudringen und sie aus der Höhle zu befreien.
Hans von Cleve leitet alles in die Wege, um Fabio zu adoptieren, der seinerseits dafür sorgt, dass Cleve und Schwester Birgit sich endlich zu ihrer Liebe bekennen.

## Produktion

### Produktionsnotizen
Produziert wurde der Film von der Alfa-Film GmbH (Berlin) und dem Produzenten Artur Brauner. Die Produktionsleitung lag bei Wolf Brauner, die Aufnahmeleitung bei Heinz Götze und Horst Springel, der Erstverleih bei der Prisma Filmverleih GmbH (Frankfurt am Main). Franz Marischka arbeitete am Drehbuch mit. Paul Markwitz war für die Filmbauten verantwortlich. Die Schöneberger Sängerknaben sind zu sehen und zu hören, die Liedtexte steuerten Hans Bradtke und Kurt Schwabach bei. Am Anfang des Films singen die Schöneberger Sängerknaben das Lied Kleine Leute, große Reise mit dem Text von Heinz Kück. Das Lied wird noch mehrmals im Film gesungen. Außerdem erklingt das Lied Wir lieben Susann, gesungen von Bob McFadden und Walter. Bibi Johns singt Wenn Musik spielt, bin ich glücklich und tanzt und steppt dazu mit Richard Allan; außerdem singt sie das Lied Bambino Mio. 

### Dreharbeiten
Die Dreharbeiten fanden im September 1958 im schwäbischen Bad Urach, auf Schloss Lichtenstein und in Berlin sowie in den CCC-Studios Berlin-Spandau statt. Ausweislich der Illustrierten Filmbühne wurde der Film auch unter dem Titel Kleine Leute – große Reise vertrieben. Der Schauspieler Walter Gross sorgte am Ende einer der Drehtage für einen bunten Abend unter dem Motto „Ganz schön aufgedreht“, dessen Erlös an das Hilfswerk Berliner Ferienkinder ging.

### Prüfung, Veröffentlichung
Nachdem der Film am 11. Dezember 1958 unter der Nummer 18632 einer Prüfung unterzogen und ab sechs Jahren freigegeben worden war, fand die Uraufführung zeitgleich am 18. Dezember 1958 im Thalia und im Vita-Palast in Wuppertal statt. Im Fernsehen wurde der Film erstmals am 13. Oktober 1996 von RTL ausgestrahlt.

## Kritik
Cinema befand, dass das, was vier Berliner Kinder während ihrer Ferien auf dem Lande erleben, uns „heute altbacken“ vorkomme.
Das Lexikon des internationalen Films sprach von „heitere[n] und rührende[n] Erlebnissen von vier Berliner Ferienkindern in einer süddeutschen Kleinstadt“ und meinte weiter, „ein inszenatorisch bemühter Film, dessen gute Absicht von dem wirklichkeitsarmen Drehbuch sabotiert“ werde.
Die Hörzu gab für Humor und Gefühl je einen von drei möglichen Punkten und das Gesamturteil „annehmbar“.